# Jack Wilshere
Jack Wilshere teljes nevén Jack Andrew G. Wilshere (Stevenage, Hertfordshire, 1992. január 1. –) angol labdarúgó, aki jelenleg az Arsenal U18-as csapatának a vezetőedzője.
Wilshere az Arsenal utánpótlás csapataiban játszott, mielőtt 2008-ban bemutatkozott volna a felnőtt csapatban, mindössze 16 évesen és 256 naposan, a legfiatalabb Arsenal-játékosként. Több díjat is elnyert a londoni csapat játékosának, többek között megválasztották az év fiatal játékosának és a 2010–2011-es szezonban az év csapatának is tagja volt.
Több utánpótlás válogatottban is játszott Anglia színeiben, mielőtt 18 évesen Magyarország ellen bemutatkozott, minden idők egyik legfiatalabb angoljaként. 2022 júliusában bejelentette, hogy visszavonul a labdarúgástól, mindössze 30 évesen.

## Pályafutása

### Debütálás az Arsenalban

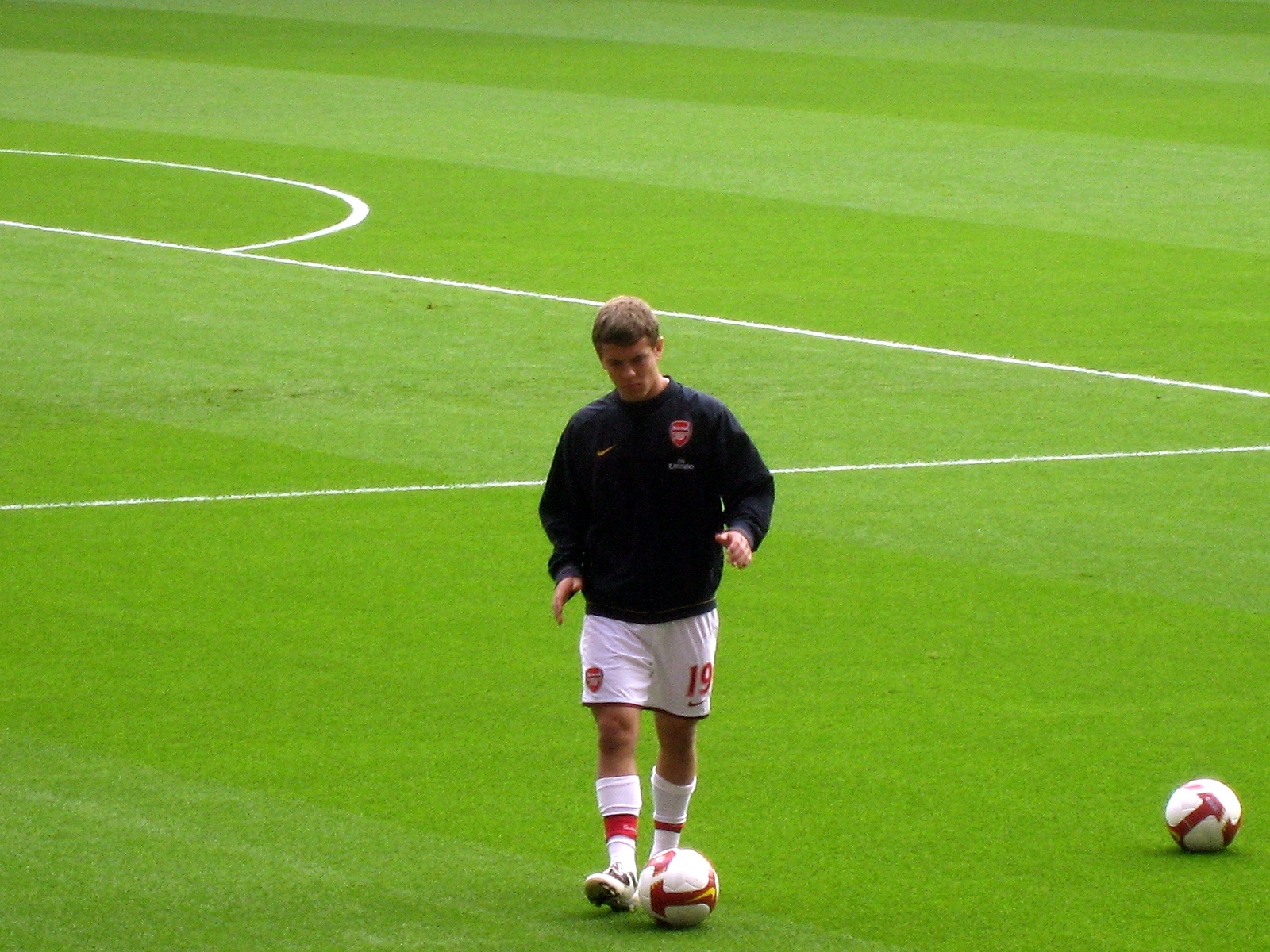
Wilshere bemelegít a West Bromwich Albion ellen.

2008 júliusában Wilshere-t kiválasztották a szezon előtti barátságos mérkőzésekhez való első csapatba. Elérte, hogy az első csapatba debütáljon Barnet ellen, ahol egy félidőt játszott. Henri Lansbury Wilshere-t váltotta a szünetben. A meccsen gólpasszt adott csapattársának Jay Simpson-nak. Ezután Wilshere a Burgenland XI elleni 10-2-re végződő barátságos meccsen 2 gólt rúgott. 2 nappal később a korábbi Arsenal játékos, Jens Lehmann búcsú meccsén is szerepelt a VfB Stuttgart ellen, ami 3-1 lett.
Arsenal Reserves:
Wilshere 2001-ben (9 évesen) csatlakozott az Arsenal akadémiájához. Az összes ranglétrát bejárta, játszott az U15-ben, U16-ban (ő volt a csapatkapitány), és ezután az U18-ban kezdett szerepelni. Wilshere 2007 nyarán többször is játszott a Youth Cupban. Steve Bould révén bemutatkozott az U18-ban is, éppen a Chelsea ellen. Első gólját az Aston Villa ellen szerezte, ekkor az Arsenal 4:1-re diadalmaskodott. A Watford ellen mesterhármast szerzett, ezzel az Arsenal megnyerte az Academy Group A címet.
A tartalékok közt 2008 februárjában mutatkozhatott be. A Reading ellen ő lőtte az Arsenal egyetlen és ezzel együtt győztes gólját is. Áprilisban hazai pályán debütált a Derby County ellen. Csereként állt be és gólpasszt adott. A West Ham ellen gólpasszt adott Rui Fontenak és a 2. ő maga lőtte, ezen a gólon Wenger is nagyon meglepődött. Wilshere egy csodás gólt lőtt. Az Atalanta Cupát megnyerte az U16-tal és őt választották a torna legjobb játékosává.
Az Első számú keret:
Wilshere 2008 júliusában behívót kapott az első számú csapat keretébe és a felkészülési meccsen nagy részén játszott is. A Barnet elleni meccsen egy félidőt játszhatott, ekkor gólpasszt adott Jay Simpsonnak. Az egy félidő alatt kiemelkedő játékot nyújtott. Wilshere elutazott az Arsenallal az ausztriai edzőtáborba. Játszott a Szombathelyi Haladás, és a Burgenlandi XI, valamint a Vfb. Stuttgart ellen is. A Burgenland ellen 2 góllal és nagyszerű játékkal segítette a csapatot, valamint élvezetes játékstílusával megörvendeztette a meccsre látogatókat. A Stuttgart ellen a nyár elején távozó Jens Lehmannak lőtt egy gólt, azon a meccsen az Arsenal 3:1-re diadalmaskodott. Wilsher az Emirates Cupán is szerephez jutott. Hazai környezetben a Juventus ellen mutatkozhatott be, 55-ös mezt kapta. A mérkőzés után Wenger elismerően beszélt fiataljairól, főként Wislhere-ről. Wislhere a Real Madrid ellen is játszott. Wenger az Emirates Kupa után azt nyilatkozta, hogy Wilshere nagy tehetség és korát meghazudtoló módon játszik..
Wilshere a 2008-09-es szezonban az Arsenal első számú keretének tagja lett. Gilberto Silva mezszámát, a 19-es számot kapta. 2008. szeptember 13-án debütált az PL-ben, ekkor a 84. percben léphetett pályára Robin Van Persie helyére. Pályára lépésével megdöntötte a Garry Ward által tartott rekordot. Wilshere 16 évesen és 256 naposan debütált az Angol első osztályban. Tíz nap múlva Wilshere lehetőséget kapott a Carling Cupban, ahol az Arsenal 6 góljából egyet ő maga vállalt. Wislhere a Wigan ellen kezdőként lépett pályára (Carling Cup), ezen a meccsen kiemelkedőt nyújtott és megválasztották a meccs emberének. Fiatalkora miatt nem pezsgőzhetett.
Wenger ezután Fabregashoz hasonlította. A gall mester azt nyilatkozta, hogy kettejük stílusa hasonló, és nem félnek belemenni a cselekbe, valamint remek előkészítő emberek.
2008. november 25-én debütálhatott a Bajnokok Ligájában. Ő volt az 5. olyan játékos, aki 16 évesen pályára lépett a BL-ben.
2008. január 5-én professzionális szerződést kötött az Arsenallal.
Nemzetközi karrier:
2006 óta Wilshere több korosztályos válogatottat bejárt. 15 évesen az U16-ban, 16 évesen az U17-ben játszott. 2010-ben bemutatkozott az angol válogatottban.